# Acronicta megacephala
Acronicta megacephala là một loài bướm đêm trong họ Noctuidae.

## Hình ảnh

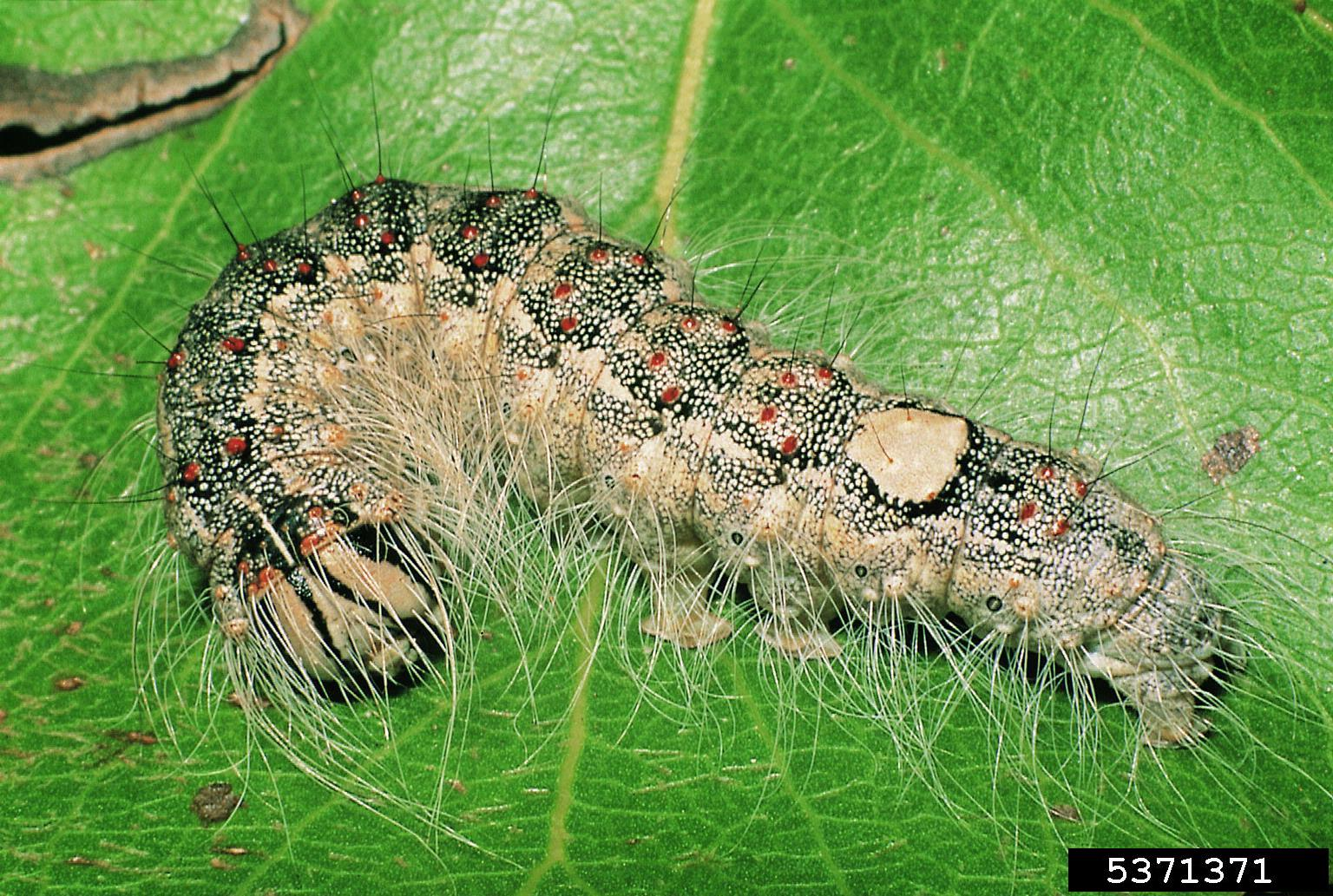
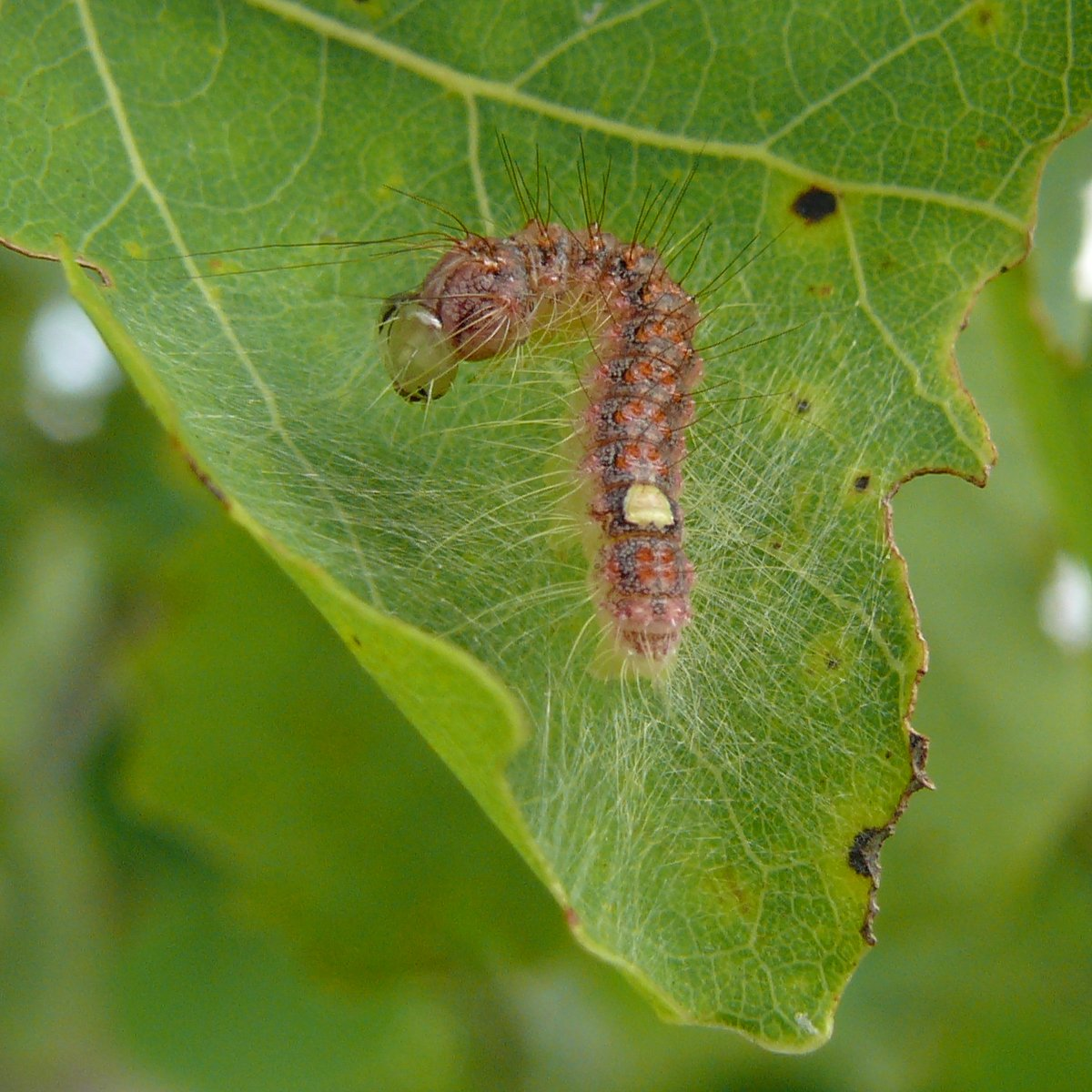
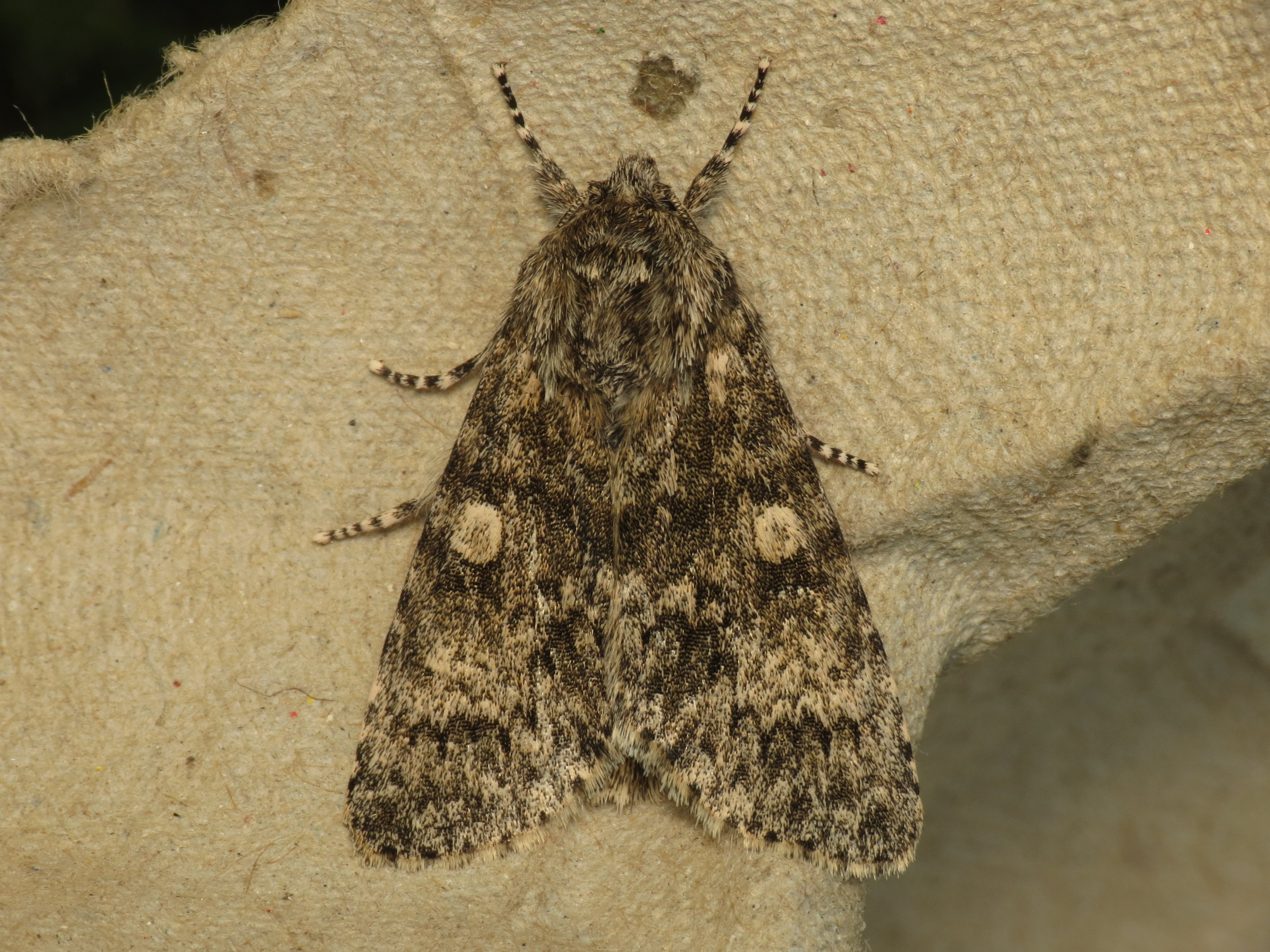
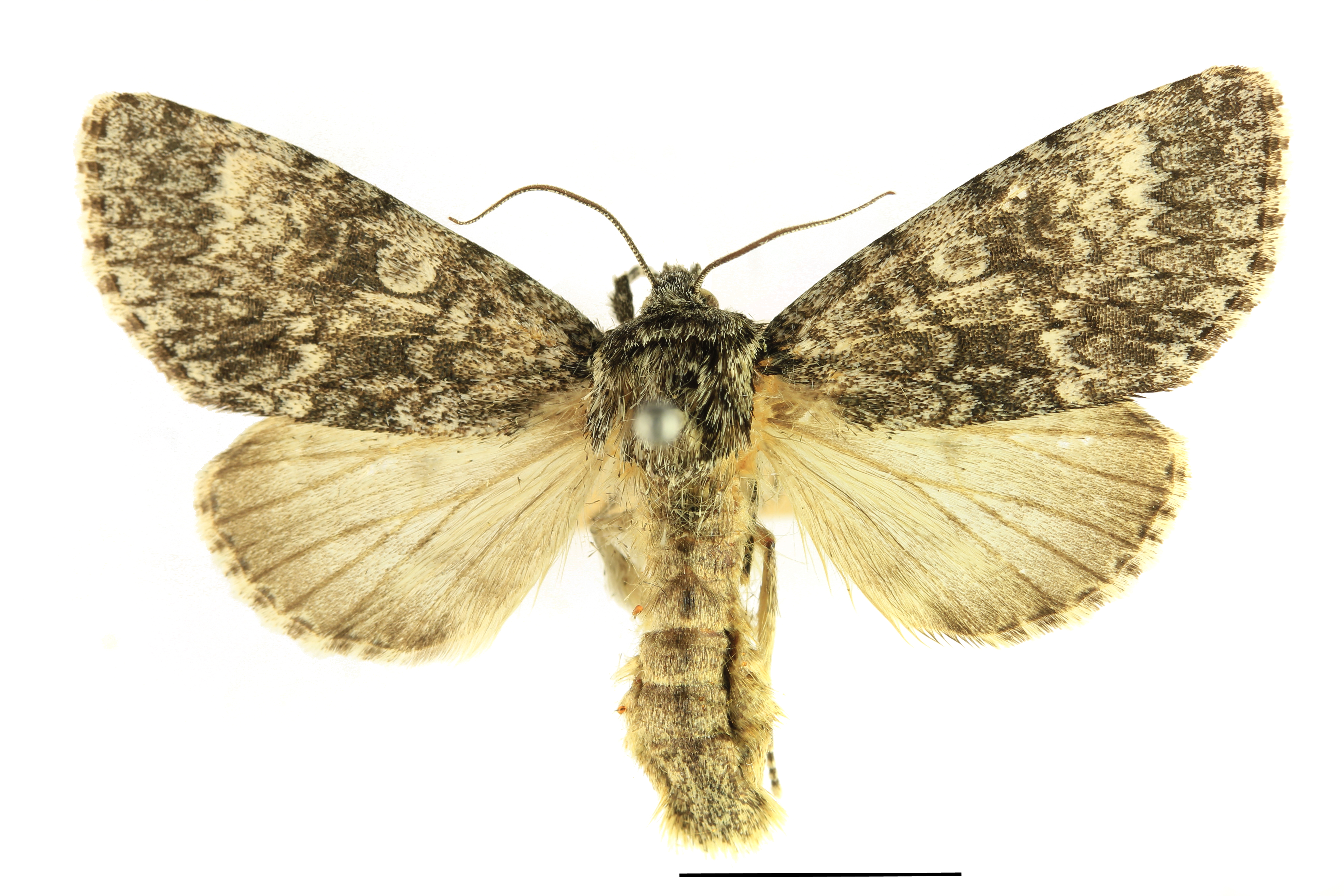